# Garoupa-das-bermudas
A garoupa-das-bermudas (Epinephelus drummondhayi), é uma espécie de garoupa tropical nativa do Oceano Atlântico Ocidental. Foi descrita em 1878 pelos ictiólogos americanos George Brown Goode e Tarleton Hoffman Bean, tendo os primeiros exemplares coletados na costa das Bermudas. É um peixe robusto, que chega a crescer até 1,30 m de comprimento, vive em recifes mesofóticos entre 25 a 183 m de profundidade. Raramente é vista como peixe ornamental marinho.
A garoupa-das-Bermudas é nativa do Atlântico Ocidental, podendo ser encontrada nas Bermudas para Pansacola, Flórida, para norte do México e norte do Mar do Caribe até o sudeste da plataforma continental norte americana.